# Президентские выборы в Камбодже (1972)
Выборы президента Кхмерской республики прошли 4 июня 1972 года, став первыми (с момента упразднения монархии в 1970 году) и единственными выборами главы государства за всю историю страны. Победу на выборах одержал кандидат от «Социал-республиканской партии», действующий глава государства — генерал Лон Нол. Его основным оппонентом был кандидат от «Демократической партии», бывший спикер парламента Ин Там. За Лон Нола проголосовали 54,9 % избирателей, в то время как за Ин Тама проголосовали 24,4 % избирателей. Явка на выборах составила 57,6 %, в голосовании приняли участие чуть более миллиона избирателей. Распространено мнение, что выборы были сфальсифицированы и на самом деле победу одержал Ин Там (несмотря на подтасовки, ему удалось получить большинство голосов избирателей в Пномпене).

## Результаты
| Кандидат                | Партия                           | Число голосов | %     |
| ----------------------- | -------------------------------- | ------------- | ----- |
| Лон Нол                 | Социально-республиканская партия | 578 560       | 54,93 |
| Ин Там                  | Демократическая партия           | 257 496       | 24,45 |
| Кео Ан                  | Республиканская партия           | 217 174       | 20,62 |
| Недействительных        | Недействительных                 | 6 275         | 0,59  |
| Всего                   | Всего                            | 1 059 505     | 100   |
| Источник: Nohlen et al. |                                  |               |       |